# Episodi di Miss Scarlet and the Duke (seconda stagione)
La seconda stagione della serie televisiva Miss Scarlet and the Duke è stata trasmessa su Alibi dal 14 giugno al 19 luglio 2022.
In Italia, la stagione è inedita.
| nº | Titolo originale     | Titolo italiano | Prima TV Regno Unito | Prima TV Italia |
| -- | -------------------- | --------------- | -------------------- | --------------- |
| 1  | Pandora's Box        |                 | 14 giugno 2022       |                 |
| 2  | The Black Witch Moth |                 | 21 giugno 2022       |                 |
| 3  | A Pauper's Grave     |                 | 28 giugno 2022       |                 |
| 4  | Angel of Inferno     |                 | 5 luglio 2022        |                 |
| 5  | Quarter to Midnight  |                 | 12 luglio 2022       |                 |
| 6  | The Proposal         |                 | 19 luglio 2022       |                 |

## Pandora's Box
- Titolo originale: Pandora's Box
- Diretto da: Steve Hughes
- Scritto da: Rachel New

### Trama
Eliza continua a lavorare come detective privato, ma i suoi clienti non le riconoscono le capacità e lei finisce ripetutamente nei guai venendo arrestata. Una donna si presenta sbraitando contro William per il modo in cui non si è occupato della scomparsa della sorella, perché il caso è già stato archiviato. Eliza, su suggerimento di Moses, decide di occuparsene: la donna, Alice Lee, è preoccupata perché da mesi sua sorella Georgina non risponde più alle sue lettere e sembra scomparsa. Eliza va a fare domande dove lavorava, i grandi magazzini Wentworths, ma nemmeno i signori Wentworth, i datori di lavoro, sembrano sapere qualcosa; lì una delle dipendenti, la signoria Yanes, sostiene che Georgiana è scappata perché era oppressa dalla sorella. 
Eliza chiede spiegazioni, soprattutto quando la donna riceve un telegramma in cui Alice viene chiamata "mamma". La verità è che Alice è la madre di Georgiana, concepita fuori dal matrimonio e cresciuta come fosse sua sorella per evitare lo scandalo. Per questo Alice non crede che stesse scappando e che la donna del negozio abbia mentito. Eliza va a parlare con la dipendente, ma quando sopraggiunge sulla scena una figura uscendo dalla casa la sovrasta facendole trovare la signorina Yanes morta.
L'omicidio viene segnalato alla polizia, ma non sembra ci siano collegamenti; solo Moses trova degli indizi che permettono a Eliza di fare dei progressi: infatti sembra che il responsabile del reparto avesse avviato un giro di prostituzione tra le sue dipendenti e i clienti del negozio, ma Georgiana aveva attirato l'attenzione del direttore. Seguendo questa pista, lei e William si recano alla residenza di campagna dove trovano Georgiana che ha appena partorito. Il direttore aveva messo incinta la ragazza e lei per disperazione aveva raccontato tutto alla moglie, che invece di rimproverarla gli ha proposto di far nascere il bambino che poi avrebbe affidato a loro al termine della gravidanza, essendo la donna sterile, per non far provare al bambino la stessa sorte patita da sua madre. Temendo di non sopravvivere al parto, Giorgina aveva raccontato la cosa alla signoria Yanes in modo che potesse avvertire sua madre, ma lei aveva iniziato a ricattare i signori Wentworth; Mrs. Wentworth, che per tutto il tempo ha dovuto far finta di essere incinta, esasperata da questi continui ricatti era andata da lei per minacciarla e spaventarla, ma ha finito per ucciderla. Alla fine madre e figlia si riuniscono, mentre i signori Wentworth vengono arrestati.
Intanto, William conosce il nuovo sovrintendente che sembra molto diverso da Stirling e gli affida una squadra di detective da istruire. Tra di essi vi è un giovane detective di nome Fitzroy e nonostante la posizione si rivela impacciato e incapace di fare il suo lavoro. William chiede al nuovo sovrintendente di congedarlo; purtroppo sembra che il giovane sia figlio del commissario della polizia e anche se il ragazzo non è idoneo a questo lavoro William non può congedarlo.
Il caso ha dato modo a Elisa di capire che a seguito delle sue ripetute uscite a cena insieme a William i due non possono al momento avere un futuro insieme poiché il desiderio di indagare di Eliza è troppo forte e lei non può smettere, pertanto è meglio per i due essere solo amici.

## The Black Witch Moth
- Titolo originale: The Black Witch Moth
- Diretto da: Steve Hughes
- Scritto da: Rachel New

### Trama
Eliza viene contattata da Mr. Swab, che lavora per un'agenzia assicurativa, in merito al furto di un disegno che raffigura una rara specie di falena, la Ascalapha odorata, disegnata originariamente da Charles Darwin durante il suo viaggio alle Isole Galapagos nel 1835. Il disegno era di proprietà di Hannah Garret che ella esponeva nella sua casa adibita a museo. La donna vive separata dal marito Thomas Dashwood, famoso naturalista, che sostiene che sua moglie abbia inscenato il furto per riscuotere i soldi dell'assicurazione, poiché la sola cosa di valore nella casa era quel disegno. Seguono una serie di indizi: il fatto che l'uomo che l'ha contattata lavora per un'agenzia assicurativa che non esiste, ma in realtà egli è l'avvocato di Mr.Dashwood; a ideare la sparizione del disegno e ad assumere Miss Scarlet affinché indaghi è stata la madre di Mr. Dashwood, deceduta poco tempo dopo (da giovane ella è stata una esploratrice le cui scoperte non vennero mai rese perché donna). La donna desiderando che sua nuora a cui era affezionata ed Eliza venissero considerate ha messo in scena questo caso in modo che "brillassero" e la cosa avviene anche grazie al giornalista Sinclair che scriverà di questa storia sul giornale.
L'ispettore Wellington ha non pochi problemi nel lavorare con Fitzroy, dovendolo andare a recuperare in una fumeria d'oppio cinese, anche quando durante le indagini sul furto del disegno Fitzroy ha un mancamento e viene ricoverato nell'infermeria del commissariato. William potrebbe segnalare la cosa al sovrintendente ma decide di non farlo; una volta ripresosi Fitzroy confessa a William che è a causa di suo padre se è costretto a fare questo tipo di lavoro dal momento che egli è sempre stato una delusione per lui. William, anche se non sa quello che ha passato dal momento che è di umili origini, anche senza dirlo decide di aiutare il giovane a diventare un buon poliziotto.

## A Pauper's Grave
- Titolo originale: A Pauper's Grave
- Diretto da: Steve Hughes
- Scritto da: Rachel New

### Trama
La governante di Eliza, Ivy, fa tirar già dal letto l'ispettore Wellington, informando che "sua moglie" è stata portata a Scotland Yard con l'accusa di essersi introdotta nell'archivio dell'obitorio e di aver sottratto dei documenti segreti. Effettivamente Eliza si è davvero introdotta nell'archivio, dal momento che l'anello di sua madre è stato ritrovato sulla scena, tuttavia ella non ha portato via niente, ma Mr. Potts è convinto della sua colpevolezza e ne richiede l'arresto immediato (in aggiunta al fatto che non ha mai gradito la sua presenza nel suo studio quando lavorava). Il nuovo Sovrintendente, riceve pressione da parte del signor Thakery, il Medico Legale capo, di arrestare miss Scarlett per le irruzioni, ma la ragazza riesce a lasciare la stazione di polizia prima della condanna; la cosa mette in imbarazzo Wiliam con il suo capo e ordina che il caso venga affidato al giovane detective Fitzroy, anche se William non lo consiglia. 
Costretta a nascondersi per evitare l'arresto chiede l'aiuto di Moses, che la nasconde in una casa sicura, e la sua governante Ivy per raccogliere indizi al fine di scagionarsi. Ivy, che si fa passare per la moglie del dottor Thakery, cerca di avere informazioni da Mr. Potts che sentendosi lusingati le accenna alcune cose. Ma quando Mr. Potts scopre la verità su Ivy in un primo momento si sente umiliato e usato ma Ivy gli confessa che i sentimenti e l'interesse che stava sviluppando sono reali.
Mentre William indaga Eliza tramite la prostituta Clementine, scopre che il furto dei dati dall'archivio dell'obitorio potrebbe essere legato alla profanazione di alcune tombe senza nome. Anche William arriva alla stessa conclusione soprattutto quando i copre che il signor Thakery inviava alle tombe senza nome, che poi corrispondono ai documenti sottratti, dei fiori per "ricordare" chi lo aveva aiutato a raggiungere la posizione che ricopre ma William continua comunque a indagare. La verità è un'altra: il vero nome del signor Thakery è Alfie Frampton, mentre la vera responsabile delle irruzioni all'obitorio è Mary Dawson, sua ex-fidanzata e complice; i due erano criminali di bassa lega che riuscì a portare a termina una vecchia rapina di diamanti alcuni anni fa, tuttavia Alfie desideroso di voltare pagina inscenò la propria morte, cambiò identità e usò ha usato la refurtiva per pagarsi gli studi di medicina, mentre la sua squilibrata fidanzata andò in prigione. Quando Mary uscì assunse due manigoldi per fare irruzione negli obitori per trovarlo e recuperare i diamanti che lui aveva precedentemente ingoiato. Ma scoperta la su nuova identità desiderosa di vendetta aveva minacciato la moglie dell'uomo; per fortuna l'ispettore con l'aiuto di Eliza riesce ad arrestarla anche e per ciò pure il signor Thakery viene arrestato. 
Eliza viene scagionata, anche se il Sovrintendente Monre non è stato contento dell'insubordinazione di William. Con grande sorpresa di Eliza, Mr. Potts si presenta alla sua porta sotto invito di Ivy che si è offerta di fargli provare una fetta della sua buona torta.

## Angel of Inferno
- Titolo originale: Angel of Inferno
- Diretto da: Ivan Zivkovic
- Scritto da: Rachel New

## Quarter to Midnight
- Titolo originale: Quarter to Midnight
- Diretto da: Ivan Zivkovic
- Scritto da: Rachel New

## The Proposal
- Titolo originale: The Proposal
- Diretto da: Ivan Zivkovic
- Scritto da: Rachel New